# عمر القطان
عمر القطان (بالإنجليزية: Omar al-Qattan)‏ (ولد 4 مايو 1964) مخرج ومنتج وخبير تنمية ثقافية فلسطيني بريطاني.

## نشأته
ولد عمر القطان في بيروت، لبنان لأبويين من الجنسية الفلسطينية. والده عبد المحسن القطان قدم من يافا، التي فرت منها عائلته مع الاف العائلات العربية كنتيجة من الحرب العربية الإسرائيلية عام 1948، ليصبحوا لاجئين فلسطينيين. ووالدته ليلى درويش المقدادي، التي ترجع اصولها إلى طولكرم، فرت هي أيضا بسبب حرب عام 1948 م. والدا عمر التقيا وتزوجا في الكويت، واللذان بدا حياتهما المهنية كمدرسيين، والد عمر عبد المحسن، عمل فيما بعد كمدير مسؤول لدى الحكومة الكويتية والذي في ما بعد اسس شركة مقاولات خاصة. عائلته حصلت على الجنسية الكويتية في 1964 م قبل انتقالها إلى بيروت في عام 1975 م، حيث عاش عمر حتى أصبح في عمر الحادي عشرة. في 1975، اندلعت الحرب الأهلية اللبنانية، التي فرقت العائلة وارسل عمر لبريطانيا حيث التحق هناك بمدرسة داخلية. بعد التخرج من المدرسة الثانوية في 1982 م، قضى عمر 7 أشهر في القاهرة حيث درس اللغة العربية والادب الإسلامي والتاريخ، عقب ذلك حصل عمر على درجة البكالوريوس في الادب واللغة الإنجليزية من جامعة اكسفورد. بعد التخرج، انظم إلى مدرسة INSAS لصناعة الأفلام في العاصمة البلجيكية بروكسيل.

## إنتاجة الفني
بدأ القطان حياته المهنية في صناعة الأفلام بإخراجه افلام وثائقية ودرامية بطول 15 إلى 20 دقيقة بينما كان في مدرسة صناعة الافلام، تتضمن فلمة الوثائقي الأول بعنوان أنت... أنا في عام 1987 وفلمه الدرامي الأول بعنوان الرقص عام 1988، تلا ذلك فلمه التراجيدي الكوميدي الحائز على جائزة والذي حمل عنوان «حكاية رجل أعمى ومشلول» في عام 1989 م، والذي عرض في قناة Canal+.
أكمل القطان علاقته المقربة مع المخرج الفلسطيني البارز ميشيل خليفي، والذي كان بدوره أحد مدرسين القطان في مدرسة INSAS، حيث شاركا معاً في إنتاج العديد من الأفلام.
فلمة الوثائقي الطويل الأول الأحلام والصمت، صدر عام 1991. تدور أحداث الفلم حول معاناة امرأة فلسطينية لاجئة في الأردن، معاناتها مع الدين والقيود الاجتماعية المفروضة حولها خلال اوقات عصيبة في فترة الغزو العراقي للكويت. حصل الفلم الوثائقي على جائزة جوريس إيفينس المرموقة وتم عرض الفيلم في أستراليا وخمس بلدان أوروبية. وفي نفس العام انتقل القطان إلى لندن ليستقر فيها حيث أسس، بالمشاركة مع ميشيل خليفي، صورة بريطانيا والتي أصبح اسمها فيما بعد سندباد للأفلام المحدودة في عام 1993.
أنتجت الشركة فلم حكاية الجواهر الثلاث (1995) والزواج المحرم في الأرض المقدسة (1996) والذي أصبح أول فيلم روائي طويل يتم تصورية في قطاع غزة وحصد الفلم العديد من الجوائز العالمية بعد عرضة الأول في مهرجان كان السينمائي. الفلم الأخير كان عبارة عن فلم وثائقي عن زواج مختلط بين يهود وعرب في فلسطين / إسرائيل. في 1995 صدر فلم الذهاب للوطن، وهو عبارة عن فلم وثائق عن ديرك كوبر، محارب بريطاني قديم في الانتداب البريطاني الفلسطيني، والذي ركز على الدور المركزي للمصالحة.

## قائمة افلامه
- أنا... أنت؟ (1987)، مخرج
- الرقص (1988)، مخرج
- حكاية رجل اعمى ومشلول (1989)، مخرج
- أغنية من الأحجار (1990-1991)، مساعد
- جدول الأعمال (1992)، منتج مشارك
- حكاية الجواهر الثلاث (1994-1995)، منتج منفذ
- الزواج المحرم في الأرض المقدسة (1995)، منتج منفذ
- الذهاب للوطن (1996)، مخرج ومنتج
- القدس (1998)، منتج ومخرج
- الحنين للوطن (1999)، كاتب السيناريو
- 500 دونم على سطح القمر، مساعد منتج
- نجمتي، امل (2000)، منتج
- محمد: تراث نبي (2000-2002)، إخراج مشترك مع ميشيل خليفي[3]
- الغرب الأوسط أو ميدان الغرب الأوسط (2002)، منتج
- يوميات مسابقة فنية (تحت الاحتلال) (2002)، مخرج ومنتج ومصور
- الطريق 181- شظايا من رحلة إلى فلسطين وإسرائيل (2003-2004)، منتج مشارك

## روابط خارجية
- عمر القطان على موقع IMDb (الإنجليزية)
- عمر القطان على موقع ألو سيني (الفرنسية)
- عمر القطان على موقع أول موفي (الإنجليزية)
- عمر القطان على موقع قاعدة بيانات الفيلم (الإنجليزية)
- عمر القطان على موقع كينوبويسك (الروسية)